# Kneiff
Kneiff este un deal situat în zona de nord a Marelui Ducat de Luxemburg, pe teritoriul satului Wilwerdang (în franceză Wilwerdange, în germană Wilwerdingen) din comuna Ëlwen (în franceză Troisvierges). Vârful Kneiff este cel mai înalt punct din Luxemburg, altitudinea deasupra nivelului mării fiind de 560 m, conform măsurătorilor topografice aeriene efectuate în anul 1997.
Dealul Kneiff este situat în Parcul Național Our, la aproximativ 300 metri de tripla frontieră cu Belgia și Germania și face parte din regiunea transfrontalieră Ardeni, o zonă deluroasă împădurită care se întinde până în Franța, care include și Signal de Botrange, cel mai înalt punct din Belgia. 
Anterior măsurătorilor cadastrale folosind tehnologia GPS efectuate între 1994 și 1997, cel mai înalt punct din Luxemburg fusese considerat dealul Buergplaz (în franceză Burrigplatz, în germană Buurgplaatz) din regiunea Éislek (în germană Ösling), care are o altitudine de 558,35 m.

## Geologie
Din punct de vedere geologic, dealul Kneiff este situat în regiunea luxemburgheză de nord numită Eisleck, parte a centurii muntoase care se întinde prin Franța, Belgia și Germania. Rocile paleozoice care formează substratul „Eisleck” provin din sedimente neritice, cu granulație fină până la medie, nisipoase, care au fost depuse în marea epicontinentală din devonian. Aceste sedimente noroioase și nisipoase, cu grosimi efective de câteva mii de metri, s-au transformat în șisturi, metagresie, ardezie și cuarțit, șisturile gri-albăstrui fiind cel mai comun tip de rocă.

## Itinerar
Accesul la vârful Kneiff este posibil pe cale rutieră. Dinspre nord, de pe Drumul Național 7, care străbate Ducatul de la sud la nord, se urmează drumul Wemperhardt–Knauf, apoi drumul neamenajat către sud care ajunge la aproximativ 150 de metri de vârf. Dinspre sud-vest, de pe Drumul Național 12, la jumătatea distanței dintre Wilwerdange și Wemperhardt, se urmează drumul lateral spre nord, apoi drumul în mare parte asfaltat care ajunge la același vârf. În apropierea vârfului, pe marginea drumului, se găsește o bază de beton care a fost utilizată la efectuarea măsurătorilor topografice.